# Alfredo Battisti
Alfredo Battisti (Masi, 17 gennaio 1925 – Udine, 1º gennaio 2012) è stato un arcivescovo cattolico italiano.

## Biografia
Nato a Masi, in provincia e diocesi di Padova, il 17 gennaio 1925, fu ordinato sacerdote il 20 settembre 1947.
Vicario generale della diocesi di Padova, il 13 dicembre 1972 fu eletto arcivescovo di Udine.
Ricevette l'ordinazione episcopale il 25 febbraio 1973 nella cattedrale di Udine dal vescovo Girolamo Bartolomeo Bortignon, coconsacranti i vescovi Emilio Pizzoni e Giovanni Mocellini.
Durante il periodo in cui fu arcivescovo di Udine, si adoperò molto affinché la lingua friulana diventasse lingua liturgica, con il riconoscimento dei suoi meriti per la battaglia culturale compiuta, avvenuto ad Aquileia nel 2001.
Fu definito "il vescovo del terremoto", in quanto arcivescovo dell'arcidiocesi di Udine durante il disastroso terremoto del Friuli (1976). In particolare, pronunciò la frase che divenne lo slogan della ricostruzione dopo il terremoto: "Prima le fabbriche, poi le case, poi le chiese".
Il 9 gennaio 1983 conferì l'ordinazione episcopale a Raffaele Nogaro e, il 4 gennaio 1986, a Pietro Brollo.
Si dimise, per raggiunti limiti di età, il 28 ottobre 2000 e si ritirò presso il Santuario "Madonna Missionaria" di Tricesimo.
Morì verso le ore 15 del 1º gennaio 2012 all'ospedale di Udine, dove era stato ricoverato il giorno precedente. Il rito funebre si tenne il 4 gennaio nella cattedrale di Udine e fu presieduto dall'arcivescovo di Gorizia Dino De Antoni, presidente della Conferenza episcopale triveneta, concelebranti gli arcivescovi Andrea Bruno Mazzocato, Pietro Brollo, Luigi Bressan, Anton Stres (arcivescovo di Lubiana), Antonio Mattiazzo e Giampaolo Crepaldi ed i vescovi Lucio Soravito de Franceschi, Giuseppe Andrich, Corrado Pizziolo, Alois Schwarz (vescovo di Gurk), Metod Pirih (vescovo di Capodistria), Jurij Bizjak (vescovo ausiliare di Capodistria), Ovidio Poletto, Paolo Magnani, Eugenio Ravignani ed Alfredo Magarotto.
Riposa nella cripta della cattedrale di Udine.

## Genealogia episcopale e successione apostolica
La genealogia episcopale è:
- Cardinale Scipione Rebiba
- Cardinale Giulio Antonio Santori
- Cardinale Girolamo Bernerio, O.P.
- Arcivescovo Galeazzo Sanvitale
- Cardinale Ludovico Ludovisi
- Cardinale Luigi Caetani
- Cardinale Ulderico Carpegna
- Cardinale Paluzzo Paluzzi Altieri degli Albertoni
- Papa Benedetto XIII
- Papa Benedetto XIV
- Cardinale Enrico Enriquez
- Arcivescovo Manuel Quintano Bonifaz
- Cardinale Buenaventura Córdoba Espinosa de la Cerda
- Cardinale Giuseppe Maria Doria Pamphilj
- Papa Pio VIII
- Papa Pio IX
- Cardinale Alessandro Franchi
- Cardinale Giovanni Simeoni
- Cardinale Antonio Agliardi
- Cardinale Basilio Pompilj
- Cardinale Adeodato Piazza, O.C.D.
- Vescovo Girolamo Bartolomeo Bortignon, O.F.M.Cap.
- Arcivescovo Alfredo Battisti

La successione apostolica è:
- Vescovo Raffaele Nogaro (1983)
- Arcivescovo Pietro Brollo (1986)

## Pubblicazioni
- La cattedra di Diritto Pubblico Ecclesiastico nell'Università di Padova nel 1768, Pontificium Athenaeum Lateranense, 1952
- in collaborazione con Alberto Monticone, La fatica e la dignità dell'uomo: Rerum Novarum Enciclica di S.S. Leone XIII sulla questione operaia, (prefazione), AVE, Roma, 1981
- Luce della speranza, Messaggero, Padova, 1982
- Realismo delle beatitudini: una proposta non solo ascetica ma sociale, EDB, Bologna, 1984
- Il tuo volto Signore io cerco, EDB, Bologna, 1986
- La Chiesa del grembiule: sulle orme di Don Tonino Bello, Messaggero, Padova, 1999

### Altri scritti
- Matrimonio: scelta cristiana, Conferenza tenuta il 1º febbraio 1976, Udine, 1976
- Compio ciò che manca alla Resurrezione di Cristo, Arti Grafiche Friulane, Udine, 1977
- Siamo una cosa sola perché il mondo creda: un vescovo ai suoi preti., Arti Grafiche Friulane, Udine, 1977
- (DE)  Friaul: eine Beispiel christlicher Solidaritat in Katastrophenfalle, Friburgo, 1978
- Una chiesa profetica per la pace nel mondo, ACLI Brescia, 1982
- Siamo nel mondo per precederlo: domenica giorno della speranza, Arti Grafiche Friulane, Udine, 1978
- Uomini nuovi per tempi nuovi, Arti Grafiche Friulane, Udine, 1979
- I nuovi poveri interpellano la Chiesa: per l'avvento di fraternità, Arti Grafiche Friulane, Udine, 1981
- Una Chiesa profetica per la pace nel mondo: per l'anno internazionale della pace, Natale 1986, Arti Grafiche Friulane, Udine, 1986
- Profezia di Vescovo, con prefazione di Bartolomeo Sorge, La Vita Cattolica, Udine, 1993
- in collaborazione con Paolo Roseano, Identità friulana: così e così l'hanno prodotta i miti, i parroci, le élite locali, Istituto di Sociologia Internazionale, Gorizia, 1999
- in collaborazione con Aldo D'Avach, Antonio Trimarco e Daniela Marisi, Atti del seminario: Introduzione alla storia e al ruolo della CGIL dalla nascita ai nostri giorni, CGIL Roma Ovest, Roma, 2002
- in collaborazione con altri, Motivi e modi della carità ecclesiale, Queriniana, Brescia, 1985
- in collaborazione con Virginio Rognoni, e Mino Martinazzoli, I giorni delle sfide e delle scommesse, Centro di cultura e di iniziativa politica "Aldo Moro", Maserà di Padova, 1987